# 鍋倉城 (陸奥国)
鍋倉城（なべくらじょう）は、岩手県遠野市にあった日本の城。別称遠野城。城跡は国の史跡に指定され、遠野市認定「遠野遺産」に認定されている。

## 概要
鍋倉山に本丸を築き、猿ヶ石川と早瀬川を外堀、来内川を内堀とした。寛永4年（1627年）八戸直義が横田城を改修して鍋倉城と改め、最高所を本丸としその南に二の丸、東に三の丸が配された。

## 構造
標高約340m、物見山のふもとの独立丘陵である鍋倉山に築かれている。
中央に本丸（120m×24m）、空堀を挟んで南方に二の丸（88m×45m）、本丸の北東に三の丸（135m×29m）がある。
当初萱葺きだった本丸は、1648〜1651年(慶安年間)の火災以降柾葺きに改められた。
本丸の西辺に土塁、本丸と二の丸には礎石が見られる。
堀跡は本丸と二の丸の間のほか、本丸西方や二の丸西方（行燈堀）なども認められる。

## 歴史・沿革
鎌倉時代初期より阿曽沼氏の本拠であった横田城は洪水の被害に遭いやすかったため、天正年間（1573年-1593年）のはじめの頃、阿曽沼広郷が横田村（松崎町）の横田城から鍋倉山に新城を築いて移り、旧居城の名前を継承して横田城と称した。一日市町と多賀里にあった六日町を移転させて城下の町屋の中心にしたといわれる。
天正18年（1590年）、小田原不参によって阿曽沼氏は領主権を没収され南部氏配下となり、天正20年（1592年）、「諸城破却令」には「横田 破 信直抱 代官 九戸 左馬助」とあったが、慶長5年（1600年）の阿曽沼一族内訌によって、遠野は南部氏の領するところとなり、破却はまぬがれた。
阿曽沼氏の旧領の内、横田城代として内陸部を上野・平清水両氏を知行させ、海岸地帯を大槌氏、田瀬を江刺氏に分知させた。城代の平清水氏は元和元年（1615年）刑死し、ついで、上野氏が同7年（1621年）に病死すると、遠野奉行の毛馬内三左衛門を横田城代として赴任させたが、治安の乱れが続いたため、南部利直は、寛永4年（1627年）、治安維持と仙台領との境目警護を理由に、八戸直義を八戸根城から横田城へ陸奥国代として領内の独自の裁量権を認められて入部させて、横田城を修復して鍋倉城と改め、当城を領内統治の拠点とした。
城下町は横田村地内に形成され、通称「遠野城下」と呼ばれたが、一国一城令以降は城ではなく館の呼称が正式であり、1804年（文化元年）の『郷村古実見聞記』では「要害屋敷 閉伊郡横田村 遠野」とされていた。
明治2年（1872年）に廃城となった。現在は、鍋倉公園として整備されている。

## 参考資料
- 児玉幸多、坪井清足『日本城郭大系 第2巻 青森・岩手・秋田』新人物往来社、1980年7月15日。

- 「角川日本地名大辞典」編纂委員会『角川日本地名大辞典 3 岩手県』角川書店、1985年3月8日。ISBN 4040010302。

- 遠野市 2010『遠野遺産公式ガイドブック』p.11